# Kabongo Kasongo
Kabongo Kasongo (Kinshasa, 18 luglio 1994) è un calciatore congolese (Repubblica Democratica del Congo), attaccante del Çorum.

## Carriera

### Club
Dopo aver giocato alcuni anni in Guinea con il Kaloum Star, il 6 settembre 2016 si trasferisce all'Al-Ittihad Alessandria, nel campionato egiziano. Il 13 giugno 2017 passa allo Zamalek in cambio di 15 milioni di EGP, firmando un quadriennale da 250.000 dollari a stagione. Il 31 dicembre 2018 viene ingaggiato in prestito oneroso – 8 milioni di EGP – fino al termine della stagione dall'Al-Wahda, nel campionato saudita. Il 31 gennaio 2021 passa a parametro zero al Boluspor, nella seconda divisione turca. Il 22 giugno 2022 firma un biennale con il Sakaryaspor.

### Nazionale
Esordisce in nazionale il 28 maggio 2018 contro la Nigeria in amichevole. Mette a segno la sua prima rete con la selezione africana il 18 novembre contro la Rep. del Congo, in un incontro di qualificazione alla Coppa d'Africa 2019, terminato 1-1. Nel 2019 viene escluso dalla rosa dei convocati alla Coppa d'Africa in quanto non gli viene concesso in tempo il visto per potersi recare in ritiro in Spagna insieme al resto della squadra.

## Statistiche

### Presenze e reti nei club
Statistiche aggiornate al 12 agosto 2024.
| Stagione           | Squadra                | Campionato         | Campionato | Campionato | Coppe nazionali | Coppe nazionali | Coppe nazionali | Coppe continentali | Coppe continentali | Coppe continentali | Altre coppe | Altre coppe | Altre coppe | Totale | Totale |
| Stagione           | Squadra                | Comp               | Pres       | Reti       | Comp            | Pres            | Reti            | Comp               | Pres               | Reti               | Comp        | Pres        | Reti        | Pres   | Reti   |
| ------------------ | ---------------------- | ------------------ | ---------- | ---------- | --------------- | --------------- | --------------- | ------------------ | ------------------ | ------------------ | ----------- | ----------- | ----------- | ------ | ------ |
| 2016-2017          | Al-Ittihad Alessandria | PL                 | 23         | 12         | CE              | 1               | 0               | -                  | -                  | -                  | -           | -           | -           | 24     | 12     |
| 2017-2018          | Zamalek                | PL                 | 28         | 10         | CE              | 5               | 4               | ACC+CC             | 0+1                | 0                  | -           | -           | -           | 34     | 14     |
| 2018-gen. 2019     | Zamalek                | PL                 | 13         | 3          | CE              | 1               | 0               | ACC+CC             | 4+2                | 2+2                | SE          | 0           | 0           | 20     | 7      |
| gen.-giu. 2019     | Al-Wahda               | SPL                | 10         | 4          | KC              | 2               | 0               | -                  | -                  | -                  | -           | -           | -           | 12     | 4      |
| 2019-2020          | Zamalek                | PL                 | 17         | 3          | CE              | 2               | 0               | CCL                | 5                  | 0                  | SE+SA       | 0           | 0           | 24     | 3      |
| 2020-gen. 2021     | Zamalek                | PL                 | 0          | 0          | CE              | 0               | 0               | CCL                | 0                  | 0                  | -           | -           | -           | 0      | 0      |
| Totale Zamalek     | Totale Zamalek         | Totale Zamalek     | 58         | 16         |                 | 8               | 4               |                    | 12                 | 4                  |             | 0           | 0           | 78     | 24     |
| gen.-giu. 2021     | Boluspor               | 1L                 | 11         | 5          | TK              | -               | -               | -                  | -                  | -                  | -           | -           | -           | 11     | 5      |
| 2021-2022          | Boluspor               | 1L                 | 28         | 11         | TK              | 1               | 0               | -                  | -                  | -                  | -           | -           | -           | 29     | 11     |
| Totale Boluspor    | Totale Boluspor        | Totale Boluspor    | 39         | 16         |                 | 1               | 0               |                    | -                  | -                  |             | -           | -           | 40     | 16     |
| 2022-2023          | Sakaryaspor            | 1L                 | 26+1       | 19         | TK              | 0               | 0               | -                  | -                  | -                  | -           | -           | -           | 27     | 19     |
| 2023-2024          | Sakaryaspor            | 1L                 | 28+1       | 8          | TK              | 1               | 0               | -                  | -                  | -                  | -           | -           | -           | 30     | 8      |
| Totale Sakaryaspor | Totale Sakaryaspor     | Totale Sakaryaspor | 54+2       | 27         |                 | 1               | 0               |                    | -                  | -                  |             | -           | -           | 57     | 27     |
| 2024-2025          | Çorum                  | 1L                 | 1          | 0          | TK              | 0               | 0               | -                  | -                  | -                  | -           | -           | -           | 1      | 0      |
| Totale carriera    | Totale carriera        | Totale carriera    | 187        | 75         |                 | 13              | 4               |                    | 12                 | 4                  |             | 0           | 0           | 212    | 83     |

### Cronologia presenze e reti in nazionale
| Cronologia completa delle presenze e delle reti in nazionale ― RD del Congo | Cronologia completa delle presenze e delle reti in nazionale ― RD del Congo | Cronologia completa delle presenze e delle reti in nazionale ― RD del Congo | Cronologia completa delle presenze e delle reti in nazionale ― RD del Congo | Cronologia completa delle presenze e delle reti in nazionale ― RD del Congo | Cronologia completa delle presenze e delle reti in nazionale ― RD del Congo | Cronologia completa delle presenze e delle reti in nazionale ― RD del Congo | Cronologia completa delle presenze e delle reti in nazionale ― RD del Congo |
| Data                                                                        | Città                                                                       | In casa                                                                     | Risultato                                                                   | Ospiti                                                                      | Competizione                                                                | Reti                                                                        | Note                                                                        |
| --------------------------------------------------------------------------- | --------------------------------------------------------------------------- | --------------------------------------------------------------------------- | --------------------------------------------------------------------------- | --------------------------------------------------------------------------- | --------------------------------------------------------------------------- | --------------------------------------------------------------------------- | --------------------------------------------------------------------------- |
| 28-5-2018                                                                   | Port Harcourt                                                               | Nigeria                                                                     | 1 – 1                                                                       | RD del Congo                                                                | Amichevole                                                                  | -                                                                           | 66’                                                                         |
| 18-11-2018                                                                  | Brazzaville                                                                 | Rep. del Congo                                                              | 1 – 1                                                                       | RD del Congo                                                                | Qual. Coppa d'Africa 2019                                                   | 1                                                                           | 83’                                                                         |
| Totale                                                                      |                                                                             | Presenze                                                                    | 2                                                                           |                                                                             | Reti                                                                        | 1                                                                           |                                                                             |

## Palmarès

### Club

#### Competizioni nazionali
- Coppa d'Egitto: 2

Zamalek: 2017-2018, 2018-2019
- Supercoppa d'Egitto: 1

Zamalek: 2020

#### Competizioni internazionali
- Supercoppa CAF: 1

Zamalek: 2020

### Individuale
- Capocannoniere della Coppa d'Egitto: 1

2017-2018 (4 gol)